# Jannet Wanja
Jannet Wanja (ur. 24 lutego 1984, zm. 26 grudnia 2024 w Nairobi) – kenijska siatkarka, reprezentantka kraju, grająca jako rozgrywająca.  

## Życiorys
Od 2005 do 2019 występowała w drużynie Kenya Pipeline Company, zaś od 2004 – również w reprezentacji kraju. W 2004 uczestniczyła w turnieju olimpijskim w Atenach, gdzie reprezentacja Kenii zajęła 11 miejsce. W 2019 zakończyła karierę zawodniczą i podjęła pracę trenerki. W 2024 była trenerką przygotowania fizycznego reprezentacji Kenii, z którą uczestniczyła w turnieju olimpijskim.  
Zmarła w szpitalu w Nairobi, na raka pęcherzyka żółciowego. 